# Aphrastobracon flavipennis
Aphrastobracon flavipennis är en stekelart som beskrevs av William Harris Ashmead 1896. Aphrastobracon flavipennis ingår i släktet Aphrastobracon och familjen bracksteklar. Inga underarter finns listade i Catalogue of Life.